# Гундсгугель

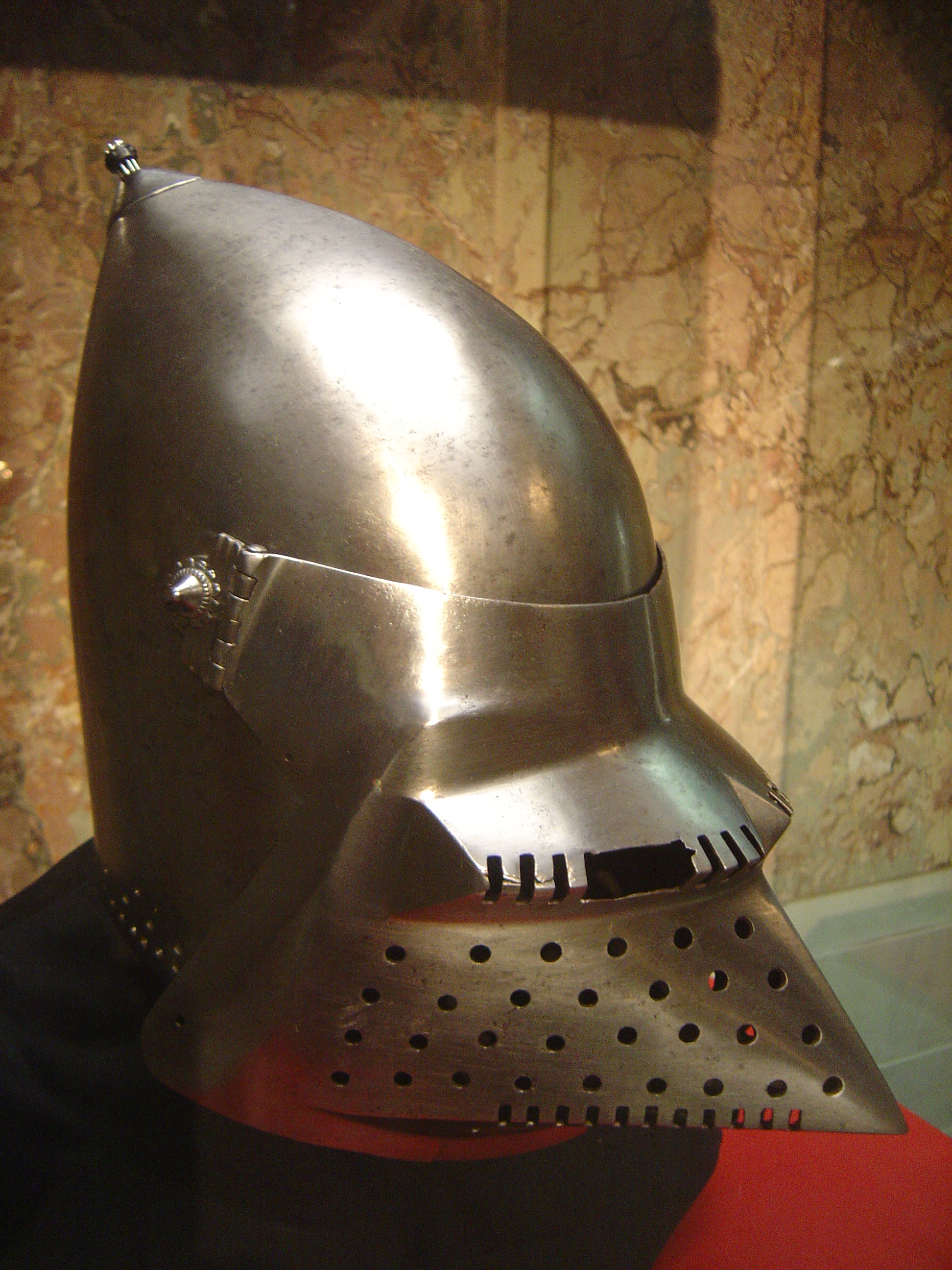
Італійський шолом початку XV століття

Гундсгугель (нім. hundsgugel — собачий капюшон) — це різновид шолома типу бацинет з сильно витягнутим вперед конусоподібним заборолом.
Така форма заборола збільшувала площу його поверхні, що дозволяло забезпечити його безліччю вентиляційних отворів. Це значно полегшувало дихання воїна в шоломі. Такі отвори часто розташовувалися лише на правій стороні шолому, оскільки в кінному бою на списах піддавалася небезпеці в першу чергу ліва частина голови. Конічна форма і гладкість лівої частини забрала допомагала наконечнику ворожого списа зісковзнути навіть при потужному ударі. Хундсгугель застосовувався європейським лицарством в XIV—XV століттях.